# انتقال اندازه حرکت
انتقال اندازه حرکت (به انگلیسی: Momentum transfer) مقدار اندازه حرکتی است که ذره ای به ذره دیگر منتقل می کند. مطالعه انتقال اندازه حرکت در علومی چون فیزیک، شیمی و مهندسی کاربرد دارد.